# Clube de Futebol Os Belenenses (omnisports)
Pour la section football, voir Clube de Futebol Os Belenenses.
Le Clube de Futebol Os Belenenses est un club omnisports basé à Lisbonne au Portugal. 

## Disciplines pratiquées par le club
- Football, voir l'article Clube de Futebol Os Belenenses
- Rugby, voir l'article Clube de Futebol Os Belenenses (rugby à XV)
- Handball, voir l'article Clube de Futebol Os Belenenses (handball)
- Basket-ball, voir l'article Clube de Futebol Os Belenenses (basket-ball)
- Volley
- Football en salle (futsal), voir l'article Clube de Futebol Os Belenenses (futsal)
- Athlétisme
- Hockey sur glace
- Patinage artistique
- Echec
- Taekwondo/Karate/Capoeira
- Fitness
- Karting et sport automobile
- Pratique sportives pour handicapé (toutes disciplines)
- Danse de salon
- Natation
- Gymnastique
- Pentathlon
- Water Polo
- Camping

## Athlétisme
- 10 championnats nationaux d'équipe féminine
- 13 championnats de Lisbonne d'équipe féminine
- 3 championnats nationaux junior équipe féminine
- 4 championnats de Lisbonne junior équipe féminine
- 1 championnat national junior équipe masculine
- 2 championnat de Lisbonne junior équipe masculine
- 1 médaille d'or au championnat d'Europe catégorie aveugle
- 2 médailles d'or aux Jeux paralympiques
- 3 championnats nationaux triple saut
- 8 championnats nationaux saut en longueur

## Basket-ball
- 2 championnats nationaux
- 2 coupes du Portugal
- 1 coupe de l fédération
- 4 championnats de Lisbonne
- 3 championnats nationaux juniors

## Football en salle (futsal)
- 2 fois vice-champion national (2008, 2009)

## Handball
- 5 Championnat du Portugal
- 4 Coupe du Portugal
- 1 Coupe de la Ligue
- 2 Supercoupe du Portugal
- 4 championnats de Lisbonne
- 6 championnats nationaux des juniors
- 1 championnat national dans la variante de la discipline à 11
- 5 championnats de Lisbonne dans la variante à 11
- 3 championnats nationaux des juniors variante à 11

## Rugby à XV
- 5 championnats nationaux
- 3 coupes du Portugal
- 1 championnat national seven
- 4 super coupe du Portugal
- 11 championnats de Lisbonne
- 12 championnats nationaux juniors
- 3 coupes ibériques en junior
- 8 championnats juveniles
- 4 coupes du Portugal en juvenile